# ヘレナ・スコバ
ヘレナ・スコバ（Helena Suková, 1965年2月23日 - ）は、チェコスロバキア・プラハ出身の元女子プロテニス選手。4大大会の女子シングルスで4度の準優勝があり、全豪オープンで2度、全米オープンで2度ずつの準優勝に終わった。オリンピックでも、1988年ソウル五輪と1996年アトランタ五輪で2個の女子ダブルス銀メダル獲得がある。当時のチェコスロバキアでも名門のテニス一家に育ち、母親のベラ・スコバ（1931年 - 1982年）も1962年のウィンブルドン準優勝の経歴を持つ名選手だった。父親のシリル・スーク（Cyril Suk）は長年「チェコスロバキア・テニス連盟」の会長を務めた人である。弟のシリル・スーク3世（シリル・スーク・ジュニアとも呼ばれる）もプロテニス選手で、ダブルスのスペシャリストとしてよく知られている。

## 来歴
母親のベラ・スコバが1982年5月13日に死去した後、娘のヘレナは1983年1月にプロ入りした。1984年、当時は年末の12月開催であった全豪オープンで、スコバは準決勝でマルチナ・ナブラチロワを 1-6, 6-3, 7-5 で破る大金星を挙げた。この当時、全盛期にあったナブラチロワは前年の1983年ウィンブルドンから1984年全米オープンまで前人未到の4大大会「6連勝」と、シングルス「74連勝」を記録中だった。しかし、このスコバ戦の敗北により、ナブラチロワは1984年度の“年間”グランドスラムを逃すことになり、2つの大記録がストップしてしまう。こうして4大大会シングルス決勝に初進出したスコバだったが、決勝ではクリス・エバート・ロイドに 7-6, 1-6, 3-6 の逆転で敗れた。1986年の全米オープン決勝ではナブラチロワに 3-6, 2-6 で敗れ、4大大会シングルスで2度目の準優勝になる。
その後もスコバは4大大会のシングルスでは運に恵まれず、1989年は全豪オープンで2度目、1993年は全米オープンで2度目の準優勝に終わる。後の2回は、決勝で敗れた相手はシュテフィ・グラフであった。スコバとグラフは、1983年夏の初対戦ではスコバが勝利したが、その後はグラフの21連勝で終わっている。これでスコバの4大大会シングルス準優勝は4度になった。スコバはWTAツアーのシングルスでは「10勝」を挙げたが、その中には1992年に日本の大阪で開かれたトーナメントの優勝も含まれている。
ヘレナ・スコバはダブルスの名手としてよく知られ、ツアー通算「68勝」を挙げた。4大大会でも女子ダブルスでは9勝、混合ダブルスでは5勝を記録している。1990年にスコバは同じチェコのヤナ・ノボトナとペアを組み、4大大会ダブルス3連勝を記録したが、全米オープンの女子ダブルス決勝で敗れ、1984年のマルチナ・ナブラチロワ＆パム・シュライバー組以来の「ダブルス年間グランドスラム」を逸している。1993年の全米オープンでは、スコバは女子シングルス・女子ダブルス・混合ダブルスの3部門すべてで決勝に進出し、女子シングルス決勝ではグラフに敗れたが、女子ダブルスと混合ダブルスの2部門で優勝した。1996年のウィンブルドン女子ダブルスでは、当時15歳のマルチナ・ヒンギスとペアを組んで優勝を飾った。混合ダブルスは、弟のシリル・スークと組んだ優勝が3つ、オーストラリアのトッド・ウッドブリッジと組んだものが2つある。
スコバはオリンピックのテニス競技にも、1988年ソウル五輪・1992年バルセロナ五輪・1996年アトランタ五輪の3度出場した。スコバとヤナ・ノボトナは、ソウル五輪とアトランタ五輪で2個の女子ダブルス銀メダルを獲得している。1988年ソウル五輪は、オリンピックにプロテニス選手の出場を認めた歴史的な大会である。スコバとノボトナは、女子ダブルス決勝でアメリカ代表のジーナ・ガリソン＆パム・シュライバー組に 6-4, 2-6, 8-10 で敗れ、テニス女子ダブルスの「復活金メダル」を逃した。1988年と1992年、彼女は「チェコスロバキア」のオリンピック代表選手であったが、1993年にチェコスロバキアが連邦解体して「チェコ共和国」と「スロバキア共和国」に分かれる。チェコスロバキア解体後、スコバはチェコの代表選手として、1996年のアトランタ五輪に出場した。スコバはアトランタの女子ダブルスでもノボトナと組み、2大会ぶりの決勝戦でもアメリカのジジ・フェルナンデス＆メアリー・ジョー・フェルナンデス組に 6-7, 4-6 で敗れた。
スコバは日本の「東レ パン・パシフィック・オープン・テニストーナメント」のダブルスでも、1984年・1985年・1988年・1992年・1993年の5度優勝している。
やがてスコバにも年齢的な衰えが訪れ、1995年のウィンブルドンではシングルス2回戦で日本の神尾米選手に敗れてしまう。1998年7月に33歳で現役を引退した。
スコバは2018年に国際テニス殿堂入りを果たした。

## 4大大会ダブルス優勝
- 全豪オープン　女子ダブルス：2勝（1990年・1992年）　［女子シングルス準優勝2度：1984年・1989年］
- 全仏オープン　女子ダブルス：1勝（1990年）／混合ダブルス：1勝（1991年）
- ウィンブルドン　女子ダブルス：4勝（1987年・1989年・1990年・1996年）／混合ダブルス：3勝（1994年・1996年・1997年）
- 全米オープン　女子ダブルス：2勝（1985年・1993年）／混合ダブルス：1勝（1993年）　［女子シングルス準優勝2度：1984年・1993年］